# Лакатник
Лакатник (болг. Лакатник) — село в Болгарии. Находится в Софийской области, входит в общину Своге. Население составляет 98 человек (2022).

## Политическая ситуация
Лакатник подчиняется непосредственно общине и не имеет своего кмета.
Кмет (мэр) общины Своге — Емил Цветанов Атанасов (Болгарская социалистическая партия (БСП), Национальное движение «Симеон Второй» (НДСВ), «ЛИДЕР», Зелёные, Политический клуб «Экогласность», Евророма) по результатам выборов в правление общины.

## География
В непосредственной близости от села Лакатник находятся Лакатницкие скалы.

## Галерея

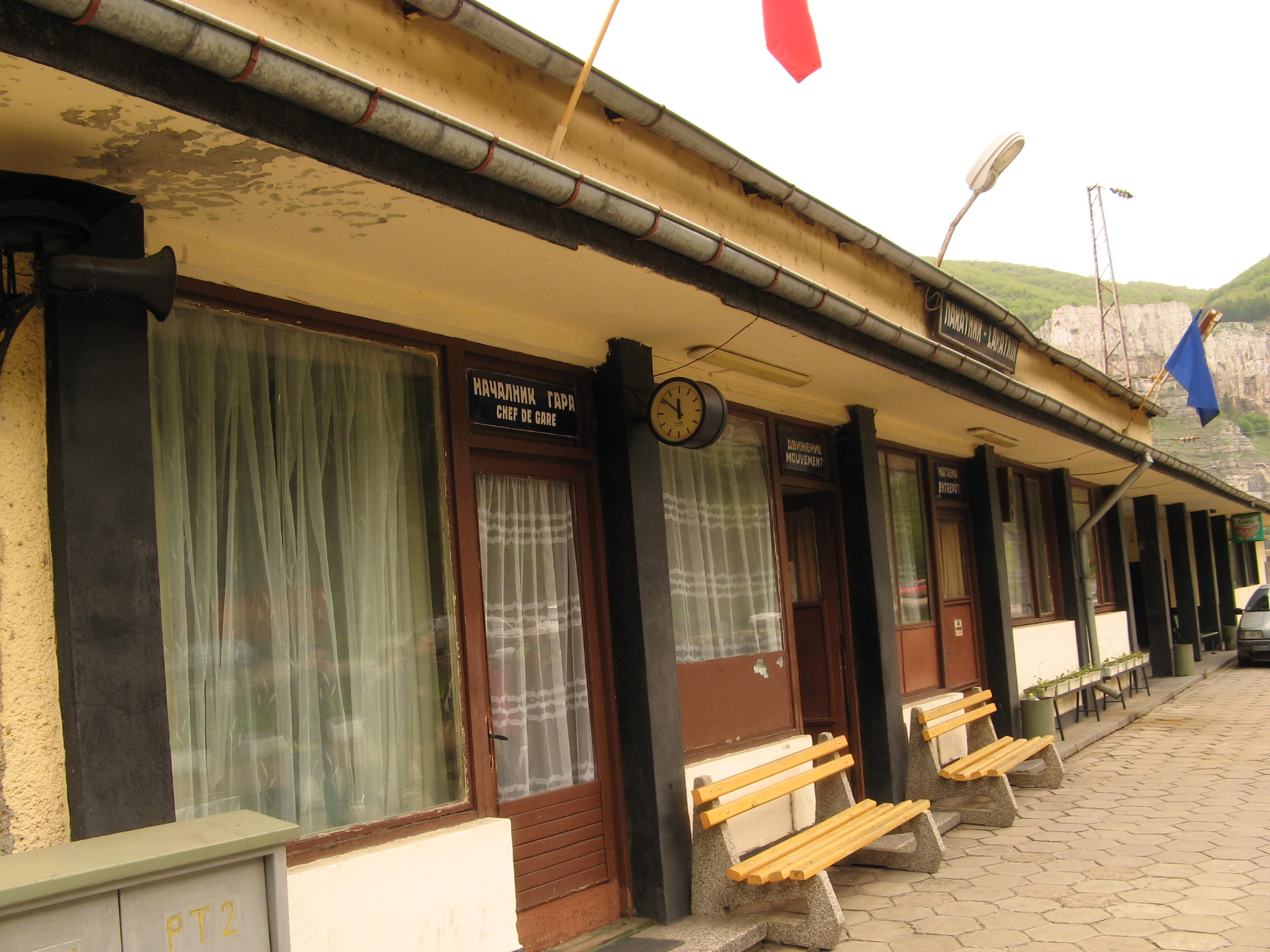
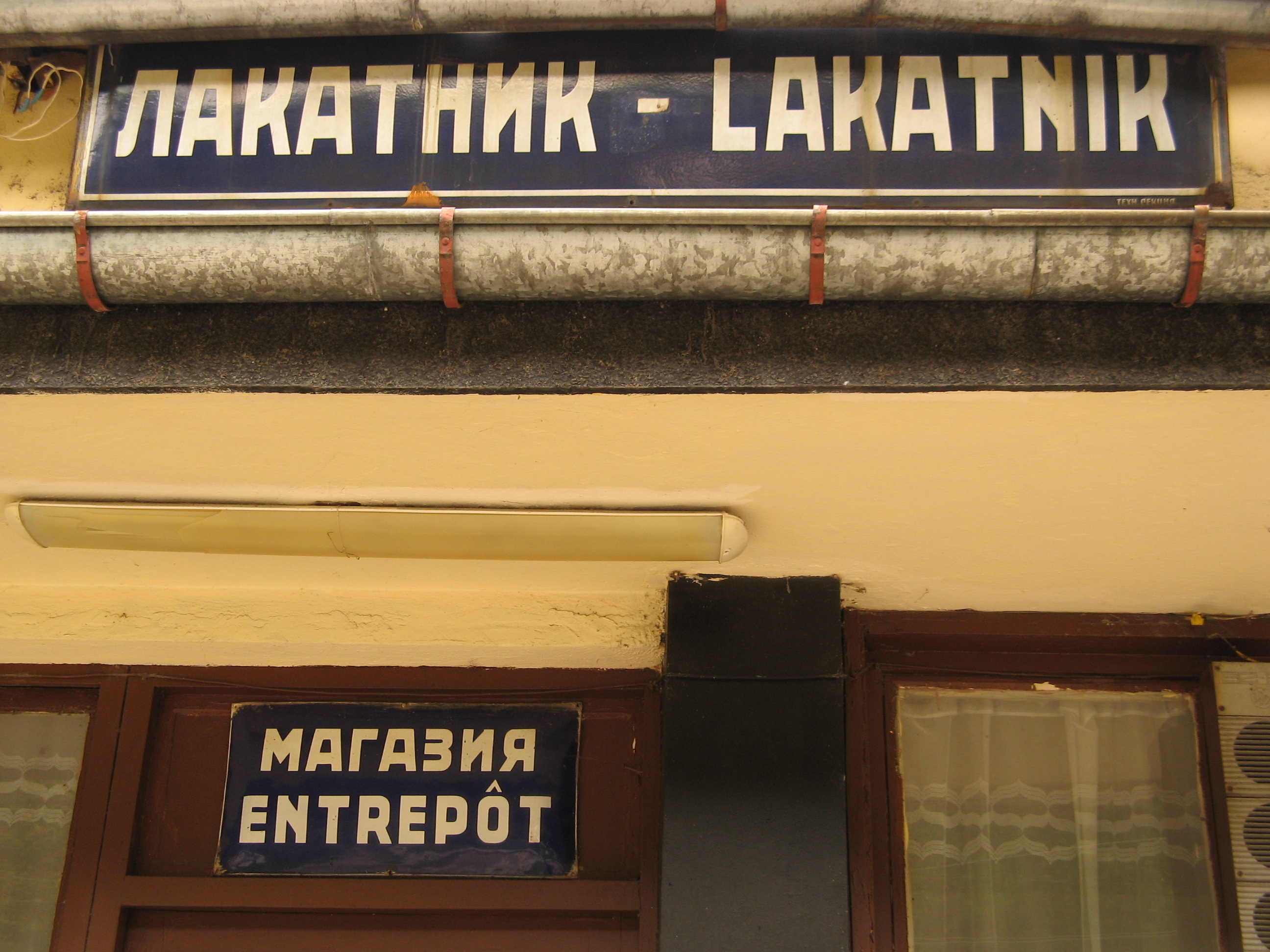
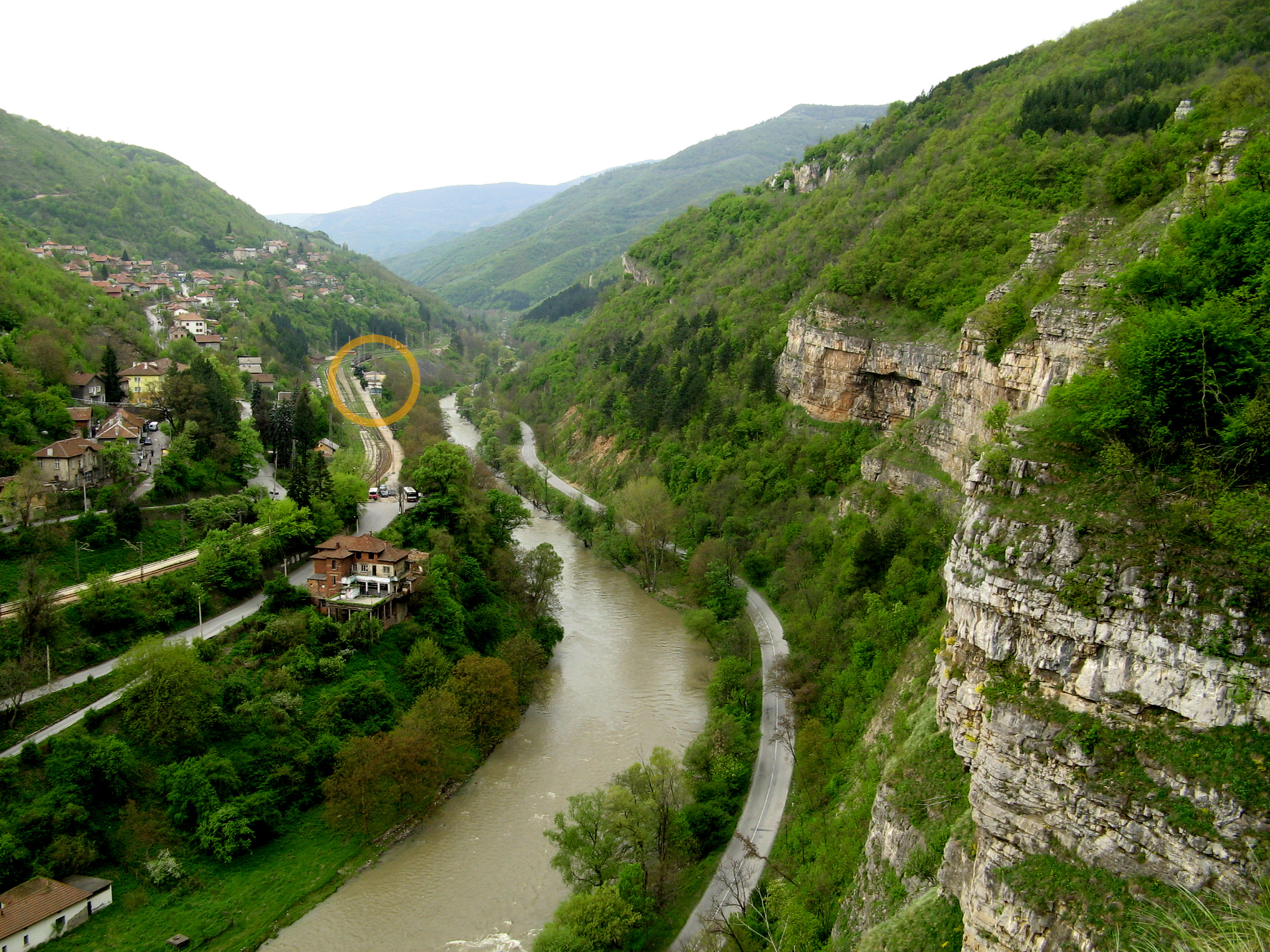
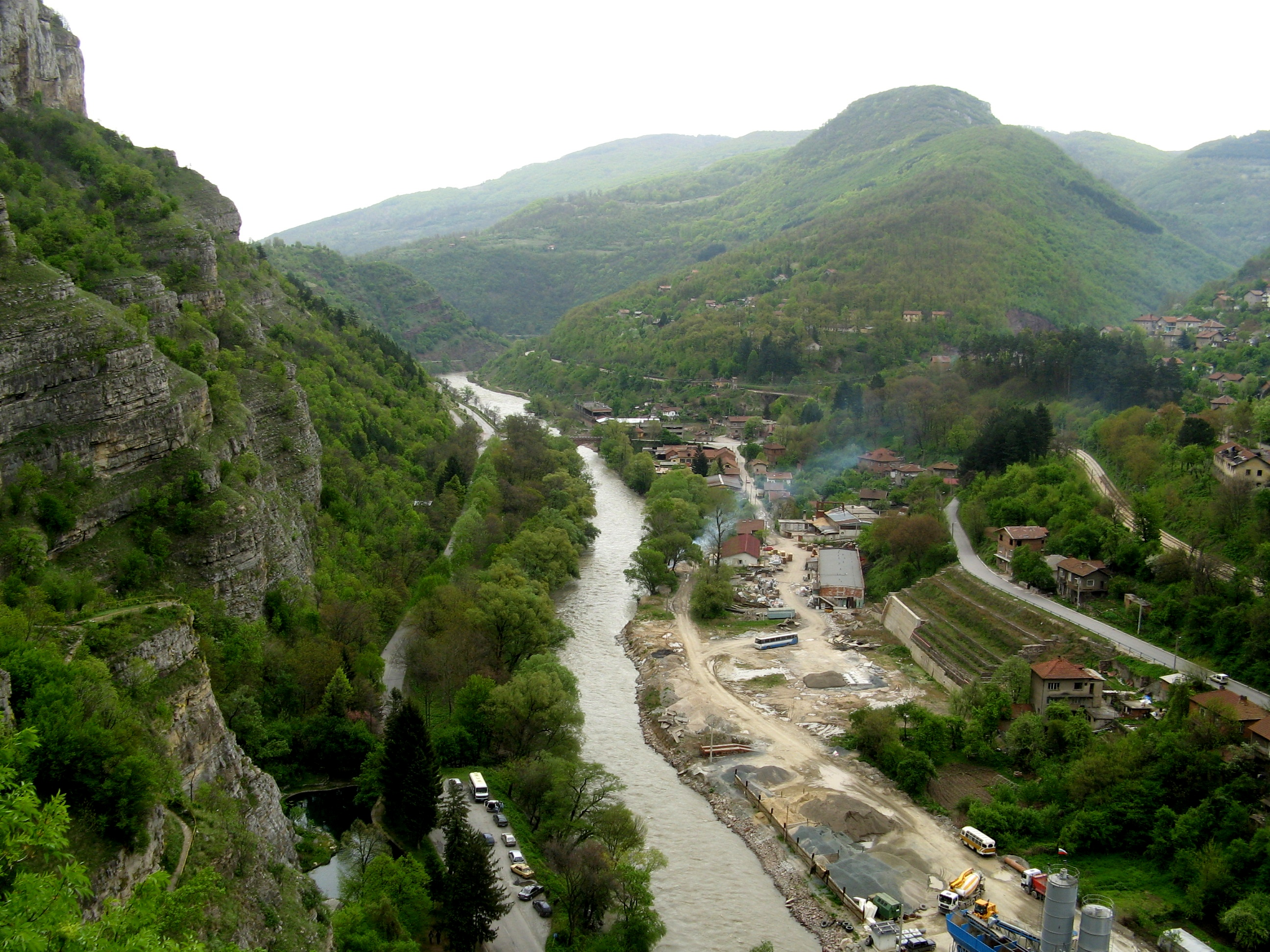
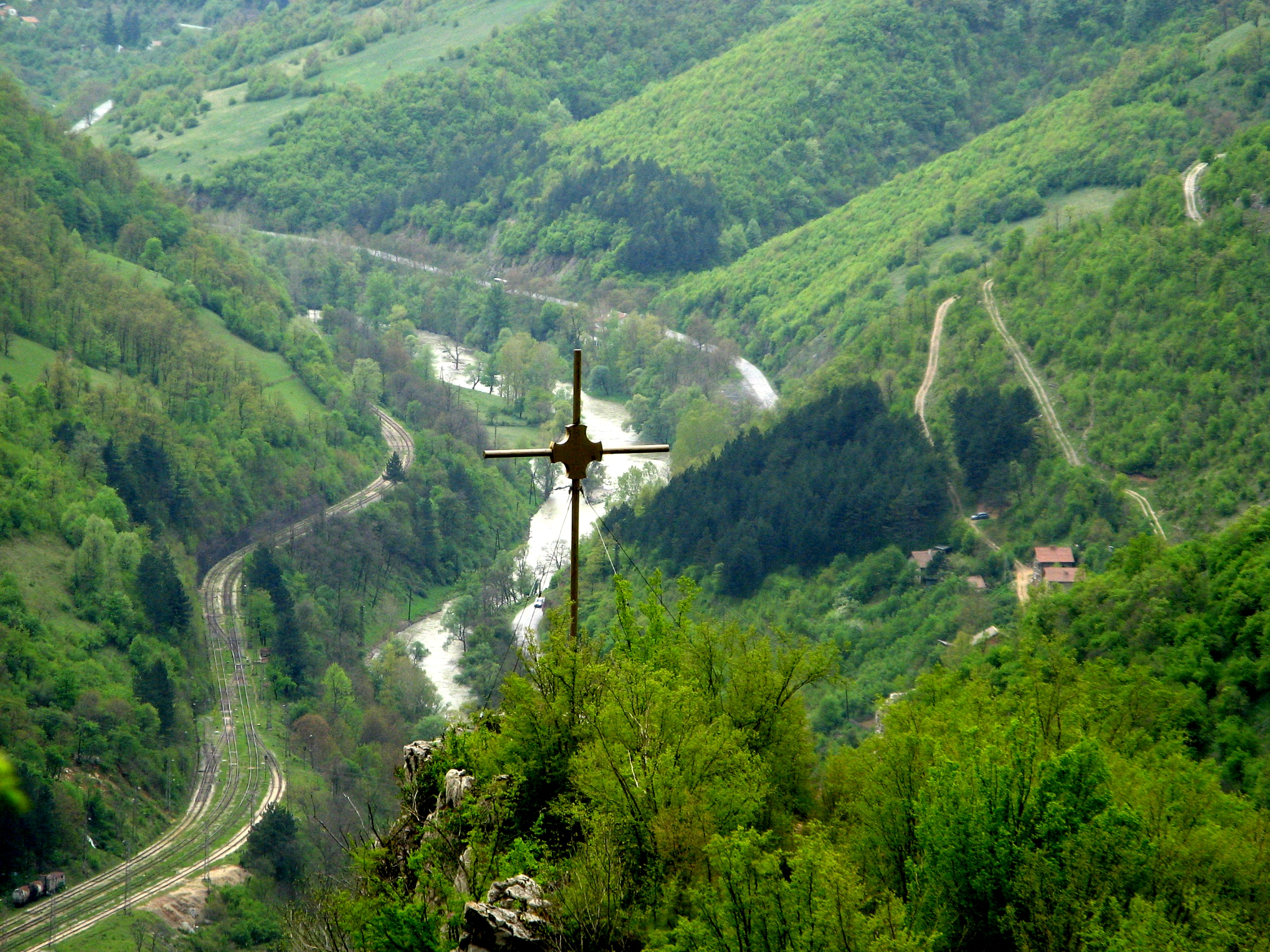